# 112. spaningsflygdivisionen
112. spaningsflygdivisionen även känd som Sigurd Blå var en spaningsflygdivision inom svenska flygvapnet som verkade i olika former åren 1941–1979. Divisionen var baserad på Skavsta flygplats i Nyköpings garnison].

## Historik
Sigurd Blå var 2. divisionen vid Södermanlands flygflottilj (F 11), eller 112. spaningsflygdivisionen inom Flygvapnet. Divisionen bildades 1941, och ingick i krigsorganisationen från den 29 december 1941. 
Divisionen beväpnades med spaningsversionen av Caproni Ca.313. Från 1954 började divisionen beväpnas med S 29 Tunnan, och blev tillsammans med 113. spaningsflygdivisionen (Sigurd Gul) och 211. spaningsflygdivisionen (Urban Röd) vid F 21, de sista operativa stridsflygdivisionerna i Flygvapnet som flög med Saab 29 Tunnan. Åren 1965–1966 omskolades 112. spaningsflygdivisionen till S 35E Draken. Den Draken som finns utställd på F 11 museum, var operativ som Sigurd 16 vid Sigurd Blå.
Divisionen var tillsammans med 113. spaningsflygdivisionen (Sigurd Gul) de två divisioner vid F 11 som aldrig kom att beväpnas med S 32C Lansen. Något som kännetecknades vid flottiljen genom att de så kallade "Lansen-divisionerna" betecknades som "Kalle", medan "Draken-divisionerna" betecknades "Sigurd". Sigurd som är den nittonde bokstaven i bokstaveringsalfabetet skulle teoretiskt tilldelats F 19. Då den flottiljen inte förekom som flottiljbeteckning, mer än till den Svenska frivilligflottiljen i Finland som verkade åren 1939–1940, kom "Sigurd" att användas vid både 112. spaningsflygdivisionen och 113. spaningsflygdivisionen. Något som underlättades för att särskilja divisionens flygplantyp från S 32.
År 1975 antog riksdagens förslag om att upplösa och avveckla Södermanlands flygflottilj (F 11) den 30 juni 1980. Flygverksamheten flottiljen skulle samtidigt upphöra senast den 30 juni 1979. Sigurd Blå eller 112. spaningsflygdivisionen var den sista operativa divisionen vid Södermanlands flygflottilj. Under det sista halvåret divisionen var operativ, kom den att bistå omskolningen av 172. jaktflygdivisionen till 172. spaningsflygdivisionen (Quintus Blå) vid F 17. F 17 var en av de flottiljer som skulle överta spaningsuppgifter från Södermanlands flygflottilj (F 11), men då med Viggensystemen SF 37 och SH 37. 
Den 20 juni 1979 genomfördes den sista flygningen vid divisionen, tio S 35E Draken hade ställts upp för dagen, åtta för flygning och två som reserver, vilka sedan gjorde en formationsflygning över Södermanland. Formationsflygningen genomfördes i två fyrgrupper, vilka leddes av flygchefen Sven Sjöling, något som kom att markera slutet på flygverksamheten vid flottiljen. Efter att Sigurd Blå officiellt upplösts den 30 juni 1979 kom delar av den att överföras till Quintus Blå vid F 17 (dock ej några flygplan).

## Materiel vid förbandet
Spaningsflygplan

- 1941–1943: B 3 Junkers
- 1941–1945: S 16 Caproni
- 1945–1946: B 3 Junkers
- 1947–1961: S 14 Fieseler
- 1945–1949: J 9 Seversky
- 1946–1959: S 18A
- 1948–1955: S 31 Spitfire
- 1953–1955: S 28B Vampire
- 1954–1966: S 29C Tunnan
- 1965–1979: S 35E Draken

## Förbandschefer
Divisionschefer vid 112. spaningsflygdivisionen (Sigurd Blå) åren 1941–1979.
- 1941–197?: ???
- 197–197?: Gunnar Jonsberg
- 197–1979: ???

## Anropssignal, beteckning och förläggningsort
| Sigurd Blå | 1941-??-?? | – | 1979-06-30 |

| 112. spaningsflygdivisionen | 1941-??-?? | – | 1979-06-30 |

| Skavsta flygplats (F) | 1941-??-?? | – | 1979-06-30 |

## Galleri

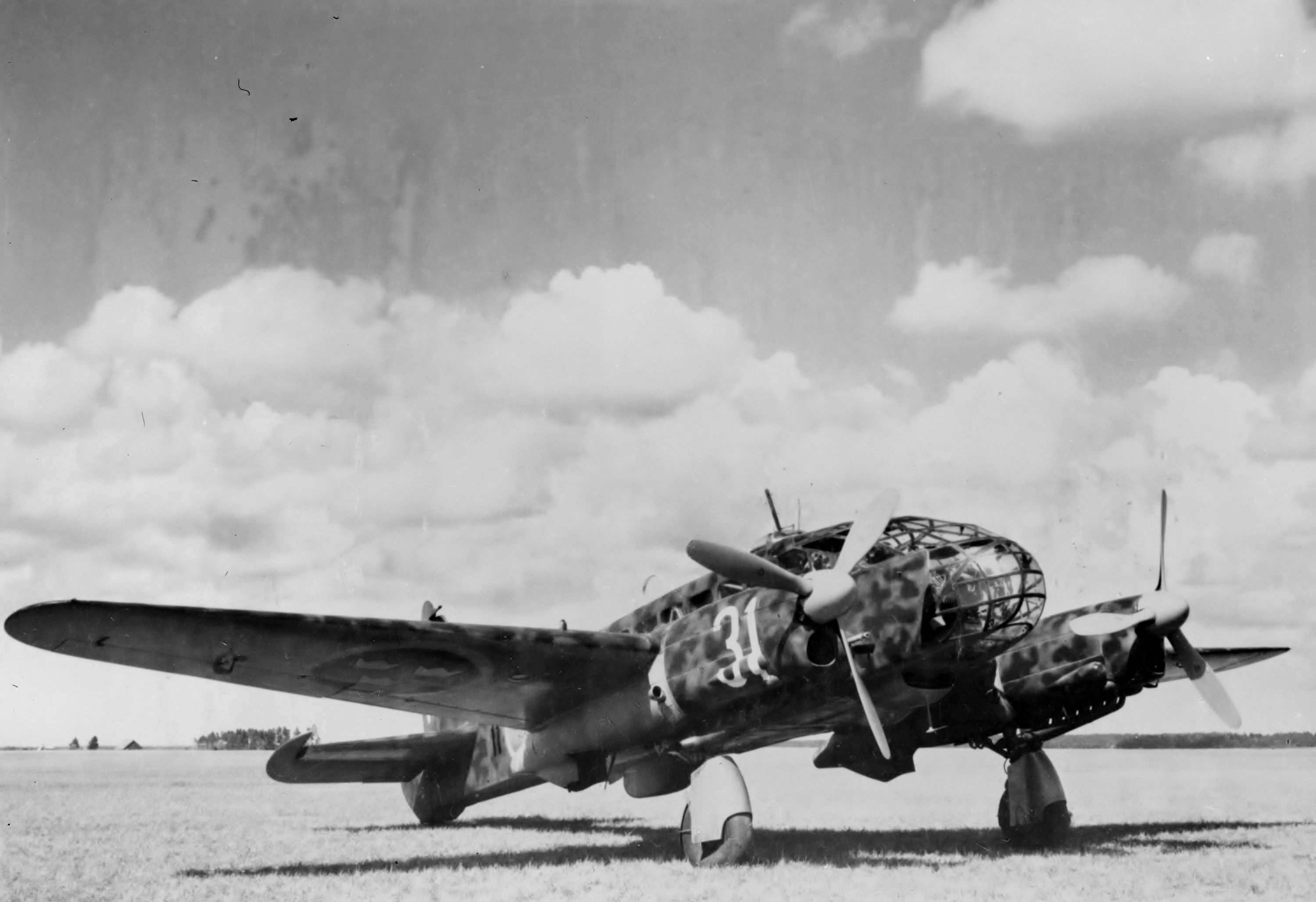
S 16 Caproni (1941–1945).
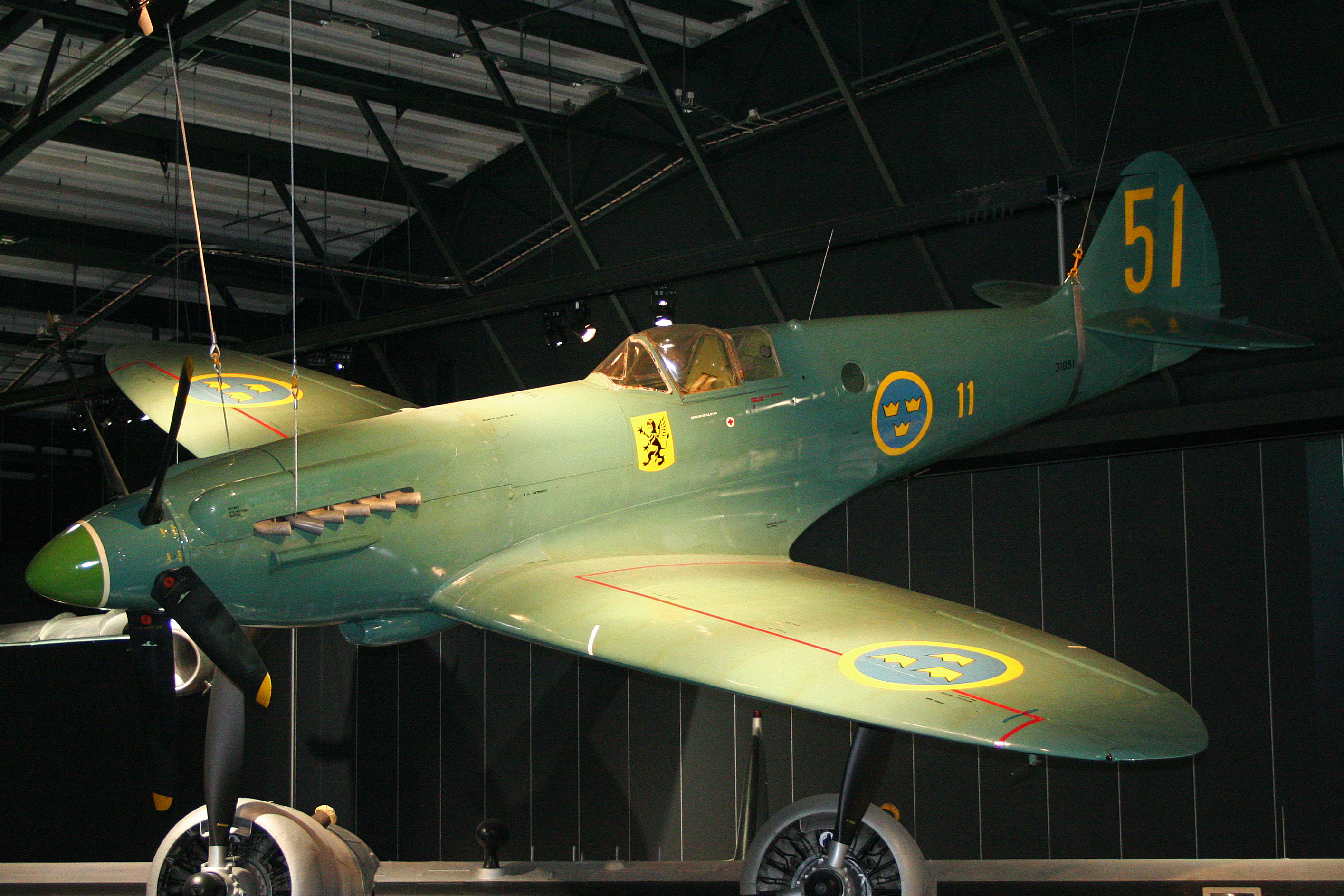
S 31 Spitfire (1949–1955)
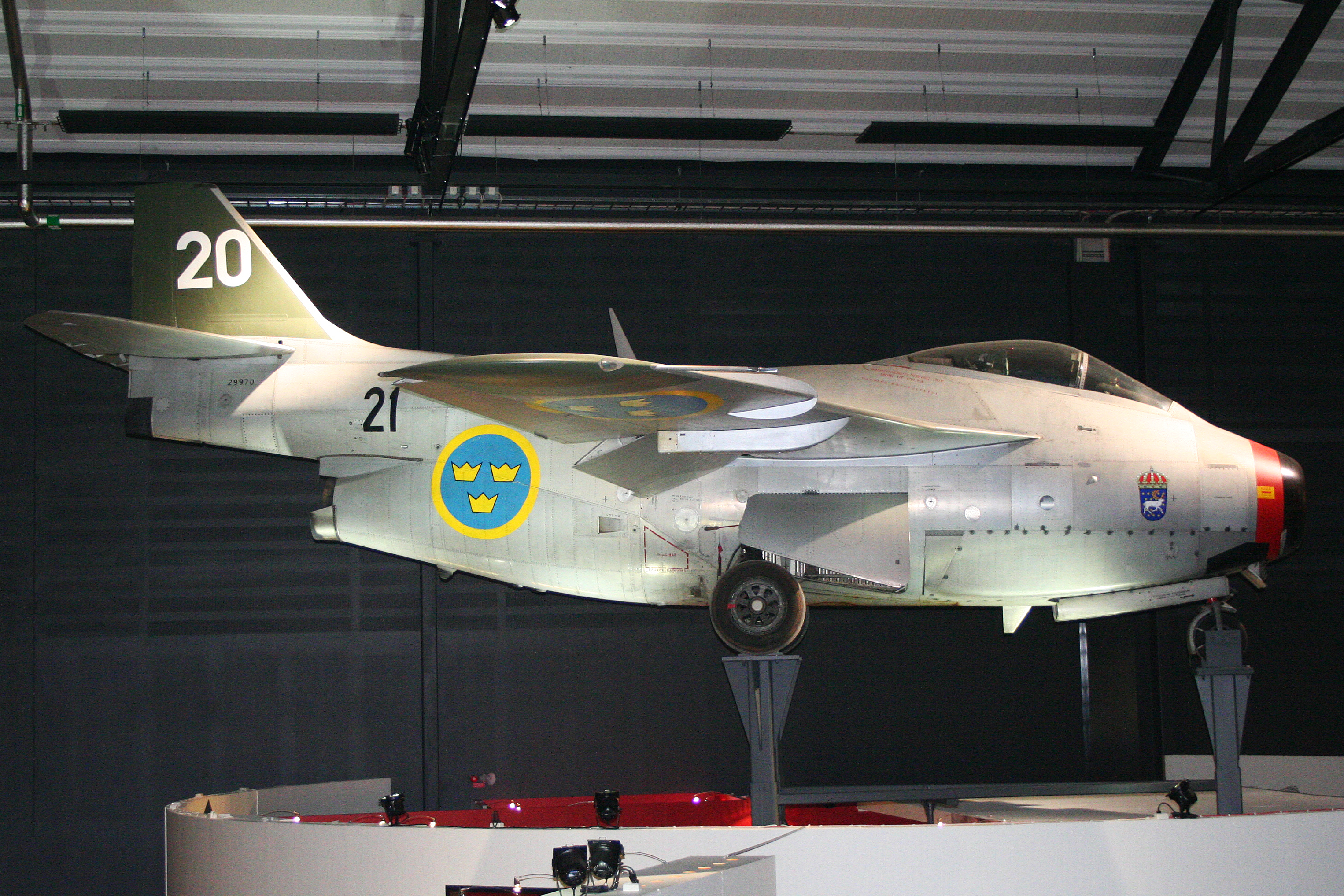
S 29C Tunnan (1954–1966).
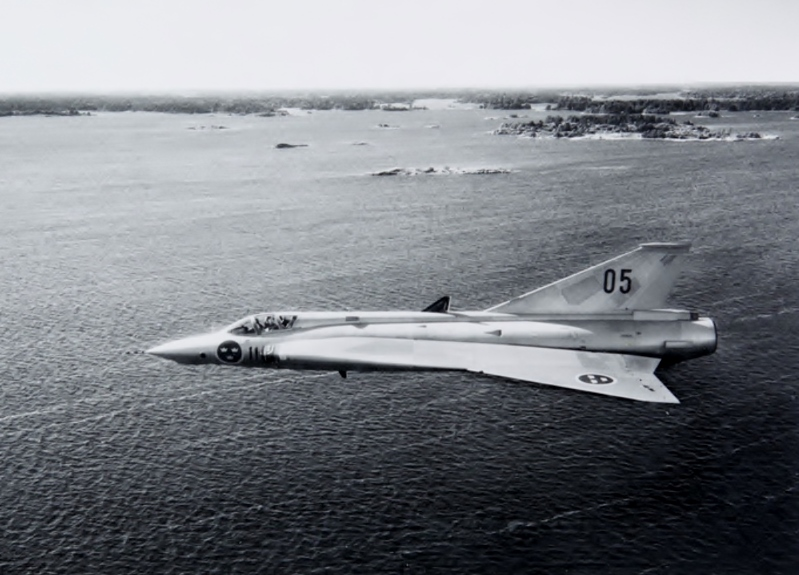
S 35E Draken (1965–1979).